# Johannes van Laar
Johannes Jacobus van Laar ('s-Gravenhage, 10 juli 1860 – Montreux, 9 december 1938) was een Nederlands natuur- en scheikundige.
Johannes Jacobus van Laar studeerde van 1881 tot 1884 onder Van der Waals, Van 't Hoff en de wiskundige Diederik Johannes Korteweg in Amsterdam. Van Laar was in 1876, na de vierde klas van de HBS tegen zijn zin naar het Koninklijk Instituut voor de Marine in Nieuwediep gegaan en kon door deze vooropleiding geen academische graad behalen. In 1903 werd Van Laar assistent in Amsterdam van Bakhuis Roozeboom, die vooral bekend is van zijn uitvoerige werk in de fasenleer. Van Laar gaf colleges thermodynamica en elektrochemie en na het overlijden van Bakhuis Roozeboom tot de benoeming van diens opvolger ook colleges fasenleer. Van 1908 tot 1912 was Van Laar lector in de propedeutische wiskunde voor chemici. Om gezondheidsredenen vertrok hij toen naar Zwitserland, waar hij tot aan zijn overlijden woonde en werkte. Van Laar leidde uit de toestandsvergelijking van Van der Waals een thermodynamisch activiteitsmodel af; de vergelijking van Van Laar. In 1914 ontving Van Laar een eredoctoraat van de Rijksuniversiteit Groningen. In 1930 werd hij benoemd tot lid van de Koninklijke Nederlandse Akademie van Wetenschappen.

## Publicaties
- W.P. Jorissen: 'Levensbericht van Johannis Jacobus van Laar'. In: Jaarboek KNAW, 1938-1939, Amsterdam, pp. 239-243
- H.A.M. Snelder over J.J. van Laar (BWN)